# 139 км (пост)
Пост 139 км — колійний пост Конотопської дирекції залізничних перевезень Південно-Західної залізниці. Код поста в ЄМР 327218. Код Експрес 2200464.
Розташований на лінії Бахмач-Гомельський — Хоробичі — Деревини між станцією Хоробичі (9 км) та колійним постом 144 км. Відстань до Хоробичів — 3 км, до Бахмача-Гомельського — 139 км.
Вантажні та пасажирські операції не здійснюються.